# Indian Bay (baai)
Indian Bay ("Indianenbaai") is een baai van 14 km² in de Canadese provincie Newfoundland en Labrador. De baai is een lange, smalle zijarm van Bonavista Bay, een grote baai aan de oostkust van het eiland Newfoundland.

## Geografie
Indian Bay is een zijarm van het noordelijke gedeelte van Bonavista Bay. De baai gaat 10 km ver landinwaarts en is vrijwel nergens meer dan anderhalve kilometer breed. Na 8,5 km heeft de baai zowel naar het noordwesten als naar het zuidwesten toe een aftakking van ongeveer 1,5 km lang. Aan Northwest Arm ligt de gemeente Indian Bay en aan Southwest Arm liggen de grotendeels met elkaar vergroeide dorpen Centreville en Wareham.
De baai kent enkele erg kleine eilandjes. Net voorbij de monding ervan in Bonavista Bay liggen daarentegen twee relatief grote eilanden, namelijk Brown Fox Island en Silver Fox Island.